# 1917 (филм из 2019)
1917 је ратни филм из 2019. у режији Сема Мендеса, а по сценарију Мендеса и Кристе Вилсон-Кернс. Филм се делом темељи на причи коју је Мендесу испричао његов деда по оцу Алфред Мендес, а хронизира причу о двојици младих британских војника који имају задатак да испоруче поруку упозорења команди 2. батаљона Девонширског пука на заседу коју спремају Немци после немачког повлачења на линију Хинденбург за време операције Алберих током пролећа 1917. у јеку Првог светског рата.
Главне улоге тумаче Џорџ Макај, Дин-Чарлс Чапман, Марк Стронг, Ендру Скот, Ричард Маден, Колин Ферт и Бенедикт Камбербач. Светска премијера филма је одржана 4. децембра 2019. у Лондону, а у америчким биоскопима је изашао 25. децембра исте године док је у остатку Уједињеног Краљевства почео да се приказује 10. јануара 2020. Филм је остварио критички и комерцијални успех. Освојио је бројне награде међу којима су два Златна глобуса и седам награда БАФТА. На додели Оскара 2020. номинован је у десет категорија међу којима су оне за најбољи филм и најбољег редитеља, а освојио је једног — Оскара за најбоље визуелне ефекте.

## Радња
Напета ратна драма прати два млада британска војника, који добијају наизглед немогућу мисију. У трци против времена морају прећи непријатељску територију и доставити поруку која ће зауставити напад на стотине војника, који немају појма да се напад спрема, а међу њима је и брат једног од двојице војника.

## Улоге
| Глумац             | Улога                     |
| ------------------ | ------------------------- |
| Џорџ Макај         | разводник Вилијам Скофилд |
| Дин-Чарлс Чапман   | разводник Томас Блејк     |
| Марк Стронг        | капетан Смит              |
| Ендру Скот         | поручник Лезли            |
| Ричард Маден       | поручник Џозеф Блејк      |
| Колин Ферт         | генерал Еринмор           |
| Бенедикт Камбербач | пуковник Макензи          |
| Клер Дибирк        | Лори                      |
| Данијел Мејз       | наредник Сандерс          |
| Адријан Скарборо   | мајор Хепберн             |
| Џејми Паркер       | поручник Ричардс          |
| Пип Картер         | поручник Гордон           |
| Мајкл Џибсон       | поручник Хатон            |
| Ричард Макејб      | пуковник Колинс           |
| Џастин Едвардс     | капетан Ајвинс            |
| Набхан Ризван      | сепој Џондалар            |
| Били Послтвејт     | подофицир Харви           |
| Џеран Хауел        | редов Пери                |
| Џон Холингсворт    | наредник Гатри            |
| Џек Шалу           | редов Симор               |
| Пол Тинто          | подофицир Бејкер          |
| Ансон Бун          | редов Кук                 |
| Томи Френч         | редов Батлер              |
| Габријел Акувудике | редов Бјукенан            |
| Кени Фулвуд        | редов Роси                |
| Спајк Лејтон       | редов Килгор              |
| Елиот Едуса        | редов Греј                |